# Chataldo
Chataldo, Cataldo o Cacaldo fue un maestro espadero español que floreció a fines del siglo XV y comienzos del XVI.
Mencionado en un códice que se conserva en la Biblioteca Nacional de Madrid como uno de los principales maestros, su nombre va unido al de Antonius; le citan también Palomares y el conde viudo de Valencia de Don Juan en su Catálogo histórico-descriptivo de la Real Armería, Madrid, 1898, págs. 197 y 358) quien descubrió que la hoja de la espada de Francisco I de Francia que se conserva en el Museo de Artillería (actualmente del Ejército de París), y que erróneamente se suponía ser el arma que rindió el rey de Francia después de la batalla de Pavía, es española.
Según el conde de Valencia de Don Juan, el carácter de la letra, la hechura de la hoja y el nombre grabado demuestran el origen español de la hoja, de la cual poseía otra parecida (con guarnición damasquinada en oro, de estilo hispano-morisco) el ilustre conde. La Armería Real de Madrid posee una copia exacta de la espada de París hecha por Eusebio Zuloaga por orden de don Alfonso XII. (Nª M. 4 del Catálogo de 1898).